# Zalomka
Zalomka je rijeka ponornica u Nevesinjskom polju, jugoistočna Bosna i Hercegovina.
Izvire kod Gatačkog polja, a u gornjem se toku naziva i Đerope. Protječe kroz Nevesinjsko polje i ponire u mnogobrojnim ponorima, od kojih je najveći u Biogradu. Tijekom sušnog razdoblja presuši, dok je u vlažnom, kišnom, razdoblju bogatija vodom. Dio voda koje poniru u Nevesinjskom polju javljaju se na vrelu Bune. Porječje Zalomke, odnosno Nevesinjskog polja predstavlja tektonsku depresiju, koja je ograničena planinskim vijencima različitih visina. Južna polovica porječja uokvirena je relativno niskim planinama, dok na sjeverozapadu graniči s planinom Velež, na sjeveroistoku s planinom Crvanj i visoravni Morine, a na jugoistoku planinama Bjelašnicom i Babom. Granice porječja vrlo je teško odrediti u kršu zbog ispucalosti vapnenačkih stijena, koje odvode vodu u krško podzemlje.

## Vanjske poveznice
|  | Zajednički poslužitelj ima još gradiva o temi Zalomka |